# Crossvallia
Crossvallia — викопний рід пінгвінів, що існував в палеоцені (55 млн років тому).

## Скам'янілості
Рештки типового виду C. unienwillia знайдені у пізньопалеоценових відкладеннях на острові Сеймур, Антарктида. Він сягав приблизно 140 см заввишки. У серпні 2019 року був описаний новий вид C. waiparensis на основі решток кінцівок з Вайпара, Нова Зеландія. Він сягав приблизно 160 см заввишки і важив близько 70–80 кг.